# Шалашина
Шалашина — упразднёная деревня в Абатском районе Тюменской области России. Входила в Коневское сельское поселение. Исключена из учётных данных в 2022 году.

## История
Основана в 1720 году. В 1914 году население деревни составляло 251 человек. Имелась приходская школа грамоты, помещенная в собственное здание, открытая в 1896 году. В 1928 году состояла из 59 хозяйств, основное население — русские. В составе Битиинского сельсовета Крутинского района Омского округа Сибирского края. В 1939 году в деревни проживало 298 человек. В составе Битиинского сельсовета Абатского района. В 1979 году насчитывалось 59 человек и было 19 хозяйств. В 2003 году в деревне проживало всего 2 жителя. С 2007 года деревня нежилая. 

## Население
| 1989 | 2002 | 2010 |
| ---- | ---- | ---- |
| 17   | ↘2   | ↘0   |